# Ursula Wolter
Ursula Wolter (* 1966 in Hannover) ist eine deutsche Autorin.

## Leben
Wolter besuchte die Grundschule und Gymnasium in ihrer Heimatstadt und studierte dort anschließend Medizin. Nach ihrer Hochzeit 1994 zog die Familie nach Salzgitter. Hier kamen auch die beiden Kinder zur Welt (1996 und 1999). 2003 begann sie wieder als Ärztin zu arbeiten und legte 2005 die Facharztprüfung in Allgemeinmedizin ab. Mit 38 Jahren begann sie mit dem Verfassen von Romanen, wobei sie hauptsächlich Kinder und Jugendliche anspricht. Ihr erster Roman Timona ist im Bereich der Fantasy-Literatur angesiedelt. Ursula Wolter lebt und arbeitet in einem Haus am Salzgittersee.

## Werke
- Schatzsuche in Salzgitter, Olms-Verlag, 2012, ISBN 978-3-487-08873-0.
- Das abenteuerliche Leben des Drachen Meris, Olms-Verlag, Hildesheim 2008, ISBN 978-3-487-08819-8.
- Wohin die Wolken ziehen, Knaur-Taschenbuch-Verlag, München 2008, ISBN 978-3-426-50058-3.
- Timona. Vom Witterwald in die Drachenstadt, Olms-Verlag, Hildesheim 2007, ISBN 978-3-487-08809-9.

## Auszeichnungen
Im November 2008 erhielt Wolter für ihren Roman Timona die Kalbacher Klapperschlange.